# テルクシノエ (衛星)
テルクシノエ（英語：Thelxinoe、ギリシア語 : Θελξινόη、確定番号：Jupiter XLII）は木星の第42衛星である。

## 発見
テルクシノエは2003年2月9日に撮影された画像から、スコット・S・シェパードが率いるハワイ大学の観測チームが発見し、S/2003 J 22という仮符号が与えられた。観測はカナダ・フランス・ハワイ望遠鏡と、ハワイ大学の望遠鏡が用いられた。発見は2004年1月24日に小惑星センターのサーキュラーで発表された。その後2005年3月30日に、国際天文学連合 (IAU) によって公式にテルクシノエと命名された。名前の由来となったギリシア神話のテルクシノエは、何人かのギリシアの作家によると元々の4人のムーサの1人であり、ゼウス（木星）とムネモシュネとの間に生まれた娘である。

## 軌道の特徴
テルクシノエの木星からの平均距離は2116万0000kmであり、公転周期は628日43分である。離心率は0.2201、軌道傾斜角は 151.390°であり、木星の自転方向と逆行する軌道にある。テルクシノエは、木星から1930万kmと2270万kmの間の距離を逆行軌道で公転し、軌道傾斜角が 150° 前後の不規則衛星のグループであるアナンケ群に属している。

## 物理的特徴
テルクシノエの見かけの等級は23.5等で極めて暗い。アルベドを0.04と仮定した場合、テルクシノエの直径は 2 km と推定される。また、密度を 2.6 g/cm3 と仮定した場合、質量は 1.5×1013 kg と推定される。